# Amt Bordesholm
La comunità amministrativa di Bordesholm (Amt Bordesholm) si trova nel circondario di Rendsburg-Eckernförde nello Schleswig-Holstein, in Germania.

## Suddivisione
Comprende 14 comuni:
1. Bissee (165)
2. Bordesholm* (7 814)
3. Brügge (1 113)
4. Grevenkrug (222)
5. Groß Buchwald (357)
6. Hoffeld (163)
7. Loop (192)
8. Mühbrook (546)
9. Negenharrie (369)
10. Reesdorf (157)
11. Schmalstede (293)
12. Schönbek (216)
13. Sören (194)
14. Wattenbek (2 898)

Il capoluogo è Bordesholm.
(Tra parentesi i dati della popolazione al 31 dicembre 2021)